# Dalbergia boniana
Dalbergia boniana é uma espécie vegetal da família Fabaceae.
Apenas pode ser encontrada no seguinte país: Vietname.